# GSC3726-618
GSC3726-618 — хімічно пекулярна зоря спектрального класу A2, що має видиму зоряну величину в смузі V приблизно 12,0.